# Правила Песме Евровизије
Прописан је детаљан скуп правила и обавеза које сви емитери који учествују и учесници годишњег такмичења за Песму Евровизије (фр. Concours Eurovision de la chanson) морају да испоштују сваке године уочи сваког издања међународног такмичења за песму. Ова правила састављају организатори такмичења, Европска радиодифузна унија (EBU), и одобрава их Референтна група такмичења, и обично наводе које песме се могу сматрати квалификованим за учешће, формат такмичења, систем гласања који се користи за одабир победника конкурса и како се резултати овог гласања презентују телевизијској публици, укупне вредности такмичења и права на дистрибуцију и емитовање путем телевизије, радија и сервиса за стримовање.
Од инаугурационог издања такмичења 1956. године, правила по којима је догађај организован временом су се мењала.

## Општи формат
Песма Евровизије је међународно такмичење песама које се одржава међу радиодифузним мрежама које представљају првенствено европске земље. Сваки емитер који учествује пријављује оригиналну песму која представља своју земљу која се изводи на телевизији и радију уживо и емитује преко Евровизије и Еврорадио мрежа Европске радиодифузне уније, чији је домаћин једна од земаља учесница у сали у одабраном граду домаћину. Након свих пријава, свака земља учесница гласа за своје омиљене наступе из других земаља, а победничком се проглашава песма која је добила највише поена на крају програма.
Свако такмичење се обично састоји од три телевизијске емисије уживо које се одржавају током једне недеље у мају. У уторак и четвртак „недеље Евровизије“ одржавају се два полуфинала, а у суботу следи финале. Све земље које се такмиче се такмиче у једном од два полуфинала, са изузетком земље домаћина овогодишњег такмичења и земаља „велике петорке“ — Француска, Немачка, Италија, Шпанија и Уједињено Краљевство — које остварују директан пласман у финале као највећи финансијски доприносиоци такмичења. Све преостале такмичарске земље су насумично подељене у два полуфинала, а 10 земаља са најбољим резултатом у сваком полуфиналу квалификују се за финале; Укупно 26 земаља се такмичи у финалу сваке године, осим ако земља домаћин такође није део „велике петорке“, у којем случају би се 25 земаља такмичило у финалу за ту годину.
Гласови које свака земља даје за одређивање укупног победника састоје се из два дела: телевизијски гледаоци и слушаоци радија у свакој земљи могу да гласају за своју омиљену песму путем телефонског и СМС гласања или гласањем преко званичне апликације Евровизије, при чему се сви гласови зброје како би се створило топ 10 за ту земљу; изабрани жири од пет музичких професионалаца такође именује емитер сваке земље који учествује, који рангира све пријаве у емисијама како би одредио својих „топ 10“ песама. Свака земља затим даје два сета бодова који представљају ставове јавности и жирија, при чему сваки сет садржи тачке 1-8, 10 и 12, при чему песма која је највише рангирана добија 12 поена. Полуфиналне квалификације одређују се искључиво јавним гласањем.
Такмичење је непрофитни догађај, при чему се финансирање сваке године обично прикупља путем обавезне накнаде за учешће од сваког емитера који учествује, која се разликује за сваку земљу у зависности од њене величине и гледаности, као и доприноса емитера домаћина и домаћина град, и комерцијални приходи од било којег спонзорства такмичења, продаја карата за емисије уживо, приходи од телегласања и роба.
Подобност учешћа на конкурсу ограничена је на активне чланове ЕБУ-а, које се састоје од емитера чланица из држава које спадају у Европски радиодифузни простор или су државе чланице Савета Европе. Придруженим члановима емитера такође може бити дозвољено да се такмиче у такмичењу, ако добију одобрење од Референтне групе такмичења.

## Организација
Такмичење организује ЕБУ, заједно са емитером земље домаћина, а надгледа га Референтна група у име свих емитера који учествују, од којих сваки представља именовани шеф делегације. Шеф делегације сваке земље одговоран је за вођење делегације своје земље на догађају и контакт особа своје земље са ЕБУ-ом. Делегација неке земље обично укључује шефа одсека за штампу, учеснике такмичења, текстописце и композиторе, пратеће извођаче и пратњу уметника, а може се кретати од 20 до 50 људи у зависности од земље. Шефови делегација се обично састаju у марту пре одржавања такмичења, како би добили детаљне информације о представама, месту одржавања, дизајну сцене, осветљењу и звуку како би на најбољи начин припремили своју пријаву за такмичење, као и детаље о организацији догађаја, као што су превоз и смештај током догађаја.

### Контролори и извршни супервизори
Поступком гласања у такмичењу председава контролор кога именује ЕБУ, који је одговоран да обезбеди да сви бодови буду правилно и наизмјенично додељени. Ова улога је била конзистентна карактеристика такмичења од његовог првог издања и еволуирала је у данашњу улогу Извршног супервизора, који је такође одговоран за надгледање организације такмичења у име ЕБУ-а, спровођење правила и праћење ТВ продукције током емисија уживо. Од 2011. године, извршном супервизору помаже супервизор догађаја, који надгледа и координира друга питања у вези са догађајем у име ЕБУ-а.
Табела испод приказује носиоце позиција извршног супервизора и супервизора догађаја у историји такмичења:
| Име                 | земља(е)             | година(е)       | Такмичење(а)  |
| ------------------- | -------------------- | --------------- | ------------- |
| Ролф Либерман       | Швајцарска           | 1956–1957       | 2             |
| 1958–1963           | 6                    |                 |               |
| Мирослав Вилчек     | Југославија          | 1964–1965       | 2             |
| Клифорд Браун       | Уједињено Краљевство | 1966–1977       | 12            |
| Франк Наеф          | Швајцарска           | 1978–1992       | 15            |
| Кристијан Клаусен   | Данска               | 1993–1995       | 3             |
| Кристин Маршал-Ориц | Француска            | 1996; 1998–2002 | 6             |
| Мари-Клер Вионе     | Француска            | 1997            | 1             |
| Сара Јуен           | Уједињено Краљевство | 2003            | 1             |
| Сванте Стокселијус  | Шведска              | 2004–2010       | 7             |
| Јон Ола Санд        | Норвешка             | 2011–2020       | 9 (1 отказан) |
| Мартин Естердал     | Сведен               | 2021 – данас    | 3             |

| Име                  | година(е)    |
| -------------------- | ------------ |
| Ситси Бејкер         | 2011–2016    |
| Нађа Буркхарт        | 2016–2022    |
| Андреас Шмиц-Менсгер | 2023 – данас |

### Референтна група
Референтна група је извршни комитет такмичења који ради у име свих земаља учесница такмичења. Група извршних директора и продуцената из различитих организација чланица ЕБУ-а састаје се четири до пет пута годишње. Њена улога је да одобри развој и формат такмичења, обезбеди финансирање, контролише брендирање такмичења, подигне свест јавности и надгледа годишње припреме такмичења са емитером домаћином.
Састав Референтне групе чине председавајући, три изабрана члана из реда шефова делегација, извршни продуцент(и) емитера домаћина из будуће земље домаћина као и два претходна домаћина, до још два позвана члана. са релевантном стручношћу и искуством, као и извршни супервизор такмичења. Изабрани председавајући обично долази из емитера који је члан ЕБУ-а који не учествује у такмичењу, што дозвољава одређени степен неутралности тој улози.

## Подобност песме и извођача
Правила конкурса одређују које песме могу бити квалификоване за такмичење. Пошто је такмичење искључиво за песме које су новостворене композиције, и како би спречили да било која конкурентска пријава има предност у односу на друге пријаве, организатори такмичења обично постављају ограничење када се песма може комерцијално објавити како би се сматрала квалификованом. У правилима последњих година овај датум је обично био одређен као први дан септембра године пре него што ће се такмичење одржати, међутим овај датум је варирао, а у историји такмичења то је било чак неколико недеља пре такмичења се одржава. Раније није било дозвољено да се песме комерцијално пуштају у било којој другој земљи осим у оној коју су представљале до финала, међутим овај критеријум више не важи, а са напретком технологије и растом интернет стриминга, песме се редовно објављују глобално путем интернета, а сада се промовишу преко званичног сајта Евровизије и платформи друштвених медија уочи такмичења.
Никаква ограничења у вези са трајањем песме првобитно нису била донесена када је такмичење први пут основано, међутим, након тешких протеста због песме Италије која је трајања 5:09 минута, примењено је ново правило, које захтева да свака конкурентска песма има максимално трајање три минута; правило које и даље важи.
Никада није примењено правило које ограничава националност или земљу рођења такмичара; многе конкурентске земље са малом популацијом, као што су Луксембург и Монако, редовно су представљали уметници и композитори из других земаља, а неколико уметника победника у историји такмичења имали су различите националности или су рођени у другој земљи од оне коју су представљали на такмичењу.
Свака такмичарска представа може да има највише шест људи на сцени и не сме да садржи живе животиње. Од 1990 сви извођачи морају имати најмање 16 година на дан финала; ово правило је уведено након што су два уметника на такмичењу 1989. имала је11 и 12 година на дан такмичења, што је изазвало жалбе неких других земаља учесница. Увођење овог правила значи да ће Сандра Ким, која је победила на такмичењу представљајући Белгију 1986. са 13 година, остати најмлађа победница такмичења док се правило не промени. Ниједан извођач не може да се такмичи за више од једне земље на такмичењу у датој години.

## Жива музика
Жива музика је саставни део такмичења од његовог првог издања. Главни вокали такмичарских песама морају се певати уживо на сцени, међутим друга правила о унапред снимљеној музици су се временом променила.
Оркестар је био истакнута карактеристика такмичења од 1956. до 1998. године. Претходно снимљене пратеће нумере су први пут биле дозвољене на такмичењу 1973. године, али према овом правилу једини инструменти који су могли да буду снимљени морали су такође да се виде како се "изводе" на сцени; 1997. ово правило је промењено како би се омогућило да се сва инструментална музика унапред снима, међутим од земље домаћина се и даље тражило да обезбеди оркестар. 1999. године, правила су поново промењена, чиме је оркестар постао необавезан; емитер домаћин, израелска ИБА, накнадно је одлучила да не обезбеди оркестар као меру уштеде, што значи да ће све пријаве користити пратећу нумеру по први пут у историји такмичења. Садашња правила такмичења сада прецизирају да сва инструментална музика треба да буде унапред снимљена, без дозвољених живих инструмената, што чини повратак оркестра за такмичарска дела немогућим према садашњим правилима.
Пре 2020., сви вокали су морали да се изводе уживо, без било каквих природних гласова или имитација вокала на пратећим нумерама. Хрватска је на такмичење 1999. године санкционисана након такмичења због укључивања синтетизованих мушких вокала у супротности са овим правилом, а Хрватска је накнадно кажњена убацивањем свог резултата на тадашњем такмичењу за 33% за потребе израчунавања њихових петогодишњих бодова. просек за коришћење при одређивању које земље ће испасти у будућим такмичењима. Уочи такмичења 2021. године, у настојању да се такмичење учини флексибилнијим за промене након отказивања издања 2020 и да се олакша модернизација, снимљени пратећи вокали су дозвољени као опциони додатак. Пример за то је исландска песма из 2021. 10 Years, која је користила хор у бриџу песме. Делегације су и даље слободне да организују живе пратеће вокале ако желе, а сви главни вокали који изводе мелодију песме, укључујући и главне вокале и све пратеће вокале, и даље морају да се изводе уживо.

## Језик
Пошто је Евровизија такмичење за песму, све такмичарске пријаве морају укључивати вокале и неку врсту текста; чисто инструменталне композиције никада нису биле дозвољене. Кандидоване песме могу бити изведене на било ком језику, било природном или конструисаном, међутим правила о језицима на којима се може извести пријава неке земље су се мењала током историје такмичења.
Од 1956. до 1965. нису постојала правила која би одређивала на ком језику нека земља може да наступа, али су сви уноси до 1964. изведени на једном од националних језика њихове земље. 1965 Шведска је прекинула ову традицију извођењем на енглеском; накнадно је уведено ново језичко правило за такмичење 1966. године за све конкурентске земље, које спречава да се пријаве изводе на било ком другом језику осим на једном од званично признатих националних језика релевантне земље.
Правило о језику је први пут укинуто 1973, дозвољавајући свим земљама учесницама да певају на језику по свом избору, али је поново уведено уочи такмичења 1977. Међутим, пошто је процес избора пријава за Белгију и Немачку већ почео пре него што је објављена промена правила, њима је било дозвољено да наступају на енглеском за трогодишње издање. Правило о језику је поново укинуто 1999. године, што је резултовало тиме да 14 од 23 песама те године буде на енглеском. Велика већина пријава на такмичењу сада се изводи на енглеском језику, с обзиром његов статус као lingua franca; током такмичења 2017. године, само четири песме нису садржале ниједан текст на енглеском. Након победе Салвадора Собрала на такмичењу са песмом на португалском, током 2018. забележен је повећан број пријава на језику који није енглески, што је тренд који се поновио и 2019. 2021 године, прво, друго и треће место освојиле су песме које нису на енглеском, први пут од 1995. године.
Слобода избора језика је, међутим, пружила могућности уметницима да изводе песме које раније не би биле могуће, с тим да су бројни конкурентски радови у овом миленијуму изведени на измишљеном језику, а уметници су такође користили ову језичку слободу за извођење. на другим језицима осим енглеског који такође нису званични језици њихове земље.
Пошто је такмичење представљено и на енглеском и на француском језику, најмање један од домаћина мора да говори француски и енглески.

## Редослед наступања
Редослед по којем земље наступају историјски је био одлучен насумичним жребом, међутим, од 2013. године, редослед је одређивао продукцијски тим такмичења и достављао га Извршном супервизору и референтној групи ЕБУ-а на одобрење пре него што је јавно објављен. Ова промена је уведена да обезбеди боље искуство за телевизијске гледаоце, са циљам да емисију учини узбудљивијом и омогућавајући свим земљама да се истичу, као и да се избегну случајеви где су песме сличног стила или темпа извођене у низу.
Према садашњем методу, током жребања за доделу у полуфиналу, свака земља која се такмичи у полуфиналу извлачи се или у прву или другу половину тог полуфинала; када се одаберу све песме, продуценти ће одредити редослед за полуфинале. Учесници квалификација за полуфинале насумично извлаче жреб током конференције за штампу победника како би одредили да ли ће наступити током прве или друге половине финала; аутоматски финалисти ће такође насумично извући своју такмичарску половину уочи финала, осим земље домаћина, чија се тачна позиција у наступу одређује насумично у посебном жребу. О редоследу за финале затим одлучују продуценти после другог полуфинала. О редоследу се одлучује узимајући у обзир музичке квалитете конкурентских песама, сценско извођење, реквизите и осветљење, као и друга разматрања продукције.
Промена процеса 2013. довела је до подељене реакције обожавалаца такмичења, при чему су неки изразили забринутост због потенцијалне корупције у дозвољавању произвођачима да одлуче у ком тренутку ће свака земља наступити, док су други били оптимистичнији у погледу промене. Редослед у којем наступају конкурентске земље сматра се важним фактором у потенцијалу за победу на такмичењу, а статистичка анализа на ову тему показала је да поткрепљује да у насумичном жребу песме које наступају касније на такмичењу имају веће шансе да буду бодоване. високо. Наступ на другом месту у финалу посебно се сматра штетним за шансе земље уколико жели да победи на такмичењу, а ниједна песма која наступа на овој позицији никада није победила на такмичењу у својој историји. Међутим, од садашњих позиција, бројеви 16, 25 и 26 у трчању никада нису победили. Песме које су наступале на 17. позиције су освојила такмичење највише, чак седам пута.

## Гласање
У историји такмичења коришћени су различити системи гласања да би се одредио пласман такмичарских песама. Садашњи систем је на снази од 2023. године, који функционише на основу позиционог гласања. Свака земља додељује два сета поена: један сет се заснива на гласовима професионалног жирија сваке земље, који се састоји од пет музичких професионалаца из те земље; а други сет је заснован на ставовима шире јавности у конкурентским земљама спроведеним путем телефонског и СМС гласања или гласањем путем званичне апликације Евровизија. Сваки сет поена састоји се од 1–8, 10 и 12 поена за жири и 10 омиљених песама јавности, при чему песма песма коју публика највише гласа добија 12 поена. У полуфиналу, свака земља додељује по један сет поена на основу гласова публике те земље, док у финалу свака земља додељује два сета поена, при чему по један сет додељују гледаоци и стручни жири. Од 2023. године, гледаоци у земљама које не учествују такође могу да гласају током такмичења, гледаоци из земаља које не учествују могу да дају гласове преко онлајн платформе, који се затим обједињују и додељују као један сет поена из „екстра земље“ за укупни јавно гласање. Националним жиријима и јавности у свакој земљи није дозвољено да гласају за своју земљу, што је правило први пут уведено 1957. године.
Историјски гледано, бодове сваке земље одређивао је жири, који се понекад састојао од чланова јавности, музичких професионалаца или обоје у комбинацији.   Са напретком у телекомуникацијској технологији, и као одговор на критике у вези са неким избором жирија за победника такмичења, телегласање је први пут уведено у такмичење 1997. године на пробној основи Током Евровизије из 1997. године, емитери у Аустрији, Немачкој, Шведској, Швајцарској и Уједињеном Краљевству по први пут су дозволили својој публици да одреди своје гласове, а од 1998 телегласање је проширено на скоро све конкурентске земље. Такмичење из 2004. године било је прво које је телегласање учинило обавезним за све конкурентске земље, али је свака земља била обавезна да обезбеди „резервни жири“, који би се користио у случају неуспеха гласања, или ако број регистрованих гласова не прође сет. праг који се сматра важећим. Жири је поново уведен за финале на такмичењу 2009. године, при чему су бодови сваке земље садржали гласове жирија и јавности у једнакој мери. Ова мешавина гласања жирија и јавности проширена је на полуфинале од 2010. године и коришћена је до 2023. године, када је поново уведено пуно јавно гласање за утврђивање резултата полуфинала. Мешавина жирија и јавног гласања наставља да се користи у финалу.
Садашњи систем гласања је модификација оног који се користи у такмичењу од 1975. године, када је систем „1–8, 10, 12 поена“ први пут уведен. До 2016. свака земља је давала један сет поена, који су представљали гласове жирија земље, јавности или, од финала 2009, гласови се комбинују.

## Представљање гласова
Од 1957. гласови сваке земље се објављују током посебног сегмента гласања у оквиру емитовања такмичења. Након што су гласови сваке земље израчунати и верификовани, и након наступа током паузе, водитељи такмичења ће позвати представника сваке земље наизменично да их објаве резултате гласања у својој земљи на енглеском или француском. Овај портпарол је обично музичар, емитер или новинар који је добро познат у својој земљи, а претходни портпароли су били бивши уметници и водитељи Евровизије. Пре 1994. године, саопштења су давана преко телефонских линија из земаља порекла, са звуком који се преносио у салу да би публика могла да чује и преко телевизијског преноса; током такмичења из 1994. уведене су сателитске везе за гласање, што је омогућило да публика и ТВ гледаоци буду визуелно виђени портпароли.
Гласови из сваке земље се сабирају путем семафора, који обично приказује укупан број поена које је свака земља до сада добила, као и бодове које даје земља чији презентер тренутно излаже додељене гласове. Семафор је први пут уведен 1957. године; Гласање на првом такмичењу одржано је иза затворених врата, али инспирисан Британским фестивалом британских популарних песама који је укључивао гласање регионалних жирија, ЕБУ је одлучио да ову идеју угради у своје такмичење. Семафор је кроз историју такмичења  био смештен са стране бине и ажуриран је ручно како је свака земља давала своје гласове; графички приказ овог семафора је први пут уведен на такмичењу из 1988, који је на недавним такмичењима у стању да се сортира тако да на врх постави земљу са највише гласова.
Историјски гледано, особа задужена за излагање гласова сваке земље би узастопно објављивао број поена који би се додељивали одређеној земљи, што би затим водитељи такмичења поновљала на енглеском и француском језику. Са повећањем броја конкурентских земаља, а самим тим и броја земаља које гласају у финалу, редослед гласања је убрзо постао дуготрајан процес. Од 2006. године, да би се уштедело време, само 8, 10 и 12 поена сваке земље је најављивао њихов портпарол, при чему су додељени бодови од 1–7 били приказане на екрану, а затим се аутоматски додавали на семафор. Од увођења новог система гласања 2016. године, портпароли сада објављују само 12 поена своје земље, а њихових 8 и 10 поена сада се такође аутоматски приказују и додају.
Од 1957. до 1962. године, редослед којим су земље учеснице објавиле своје гласове био је обрнутим редоследом од представљања њихових песама; од 1963. до 2003. године, земље су позиване истим редоследом којим су представљале своје песме, са изузетком такмичења из 1974. године, где се жребом одлучивало о редоследу позивања земаља да представе гласове. Са увођењем полуфинала 2004. године, нови систем за одређивање редоследа гласања био је потребан да би се обрачунавале земље које нису успеле да се квалификују у финале: 2004. године, земље су позване по абецедном реду према двозначним ИСО кодовима земаља; и 2005. године, прво су објављени гласови неквалификованих полуфиналиста, редоследом којим су наступали у полуфиналу, а затим земаља финалиста редоследом којим су наступиле у финалу. Од 2006. до 2010. године, слично као и 1974. године, одржано је посебно жребање за утврђивање редоследа гласања; овај жреб је укинут 2011. године, а примењен је нови логаритамски систем који је користио гласове жирија достављене након генералне пробе завршног жирија у покушају да се осигура да победник не постане очигледан у раној фази гласања, и касније да би се створило напетије и узбудљивије искуство за гледаоце.
Од 2016. године, презентација гласања почиње тако што се портпароли сваке земље наизменично позивају да објаве тачке професионалног жирија своје земље. Када буду објављени бодови жирија из свих земаља, водитељ(и) такмичења ће објавити укупан број јавних поена добијених за сваког финалисту, при чему ће гласови за сваку земљу бити обједињени и објављени као јединствена вредност. Од 2016. до 2018. године, јавни бодови су објављивани редом од последњег до првог, при чему су прво најављене земље са најнижим укупним резултатом; од 2019. године, ови бодови се објављују по редоследу њиховог пласмана од стране жирија, при чему је прва земља која је добила најмање бодова од жирија добила јавне бодове. Пуни резултати телевизијског гласања, као и гласови жирија сваке земље и појединачних чланова жирија, објављују се на званичном сајту Евровизије након емисије; појединачне тачке за телегласање сваке земље се такође обично приказују на екрану пред крај емисије од стране емитера те земље.

## Ситуација када је нерешен резултат
Од 1970. године, правила такмичења регулишу како да се одреди победник у случајевима када две или више земаља имају исти број поена на крају гласања. Начин разрешења нерешеног резултата се временом мењао, а тренутно правило за тај-брејк је на снази од 2016. године. У овом случају, за сваку земљу се обрачунава комбиновани резултат националног телегласања и жирија, а победник је песма која је добила бодове из највећег броја земаља.
Прво правило тај-брејка уведено је након такмичења 1969. године, када су четири од шеснаест земаља које су учествовале – Француска, Шпанија, Холандија и Уједињено Краљевство – све завршиле гласање са једнаким бројем гласова. Пошто није постојало правило о прекиду изједначења, све четири песме су проглашена за заједничке победнике. Овај резултат је довео до притужби бројних других конкурентских земаља, а неколико земаља је у знак протеста одбило да учествује у издању такмичења из 1970. године.
До данас, само једном од 1969. било је нерешено за прво место: 1991 песме које су представљале Шведску и Француску  добиле су по 146 поена на крају гласања. Правило изједначења које је тада било на снази је прецизирало да ће земља која добије највише сетова од 12 поена бити проглашена победником; ако је и даље било нерешено, онда би се добијених 10 поена, затим 8 поена, итд. користило за прекид нерешеног резултата. И Француска и Шведска су добиле четири сета од по 12 поена, али пошто је Шведска добила више индивидуалних 10 поена од Француске, Швеђанка Карола је проглашена за победницу.
| Године         | У ком случају се користи                                                  | Опис |
| -------------- | ------------------------------------------------------------------------- | --- |
| 1956—1969.     | /                                                                         | Нема правила за ломљење изједначених резултата. |
| 1970—1988.     | Само да се одлучи победник.                                               | После Евровизије 1969. и четвороструког изједначеног резултата за прво место, уведено је правило где би песме које имају изједначен број поена за прво место биле опет извођене, и жири би одлучио победника гласањем за своју омиљену песму од песама у изједначењу. |
| 1989—2003.     | Само да се одлучи победник.                                               | Предност има држава која је освојила више максималних оцена („12 поена”); уколико је резултат и даље нерешен, пореди се број оцена од по 10 поена , затим број оцена од по 8 поена, и тако даље. У случају да се сви ови бројеви поклопе, све земље у изједначењу су победнице. |
| 2004—2006.     | Да се одлуче победник и 10. земља која ће се квалификовати из полуфинала. | Предност има држава која је освојила више максималних оцена („12 поена”); уколико је резултат и даље нерешен, пореди се број оцена од по 10 поена , затим број оцена од по 8 поена, и тако даље. У случају да се сви ови бројеви поклопе, све земље у изједначењу су победнице. |
| 2007.          | Да се одлуче победник и 10. земља која ће се квалификовати из полуфинала. | у случају нерешеног резултата, виши пласман има земља која је добила поене од више земаља. У случају да су и ови бројеви једнаки, виши пласман има земља која је освојила више максималних оцена („12 поена”); уколико је резултат и даље нерешен, пореди се број оцена од по 10 поена, затим број оцена од по 8 поена, и тако даље. У случају да се сви ови бројеви поклопе, земља која је прва наступила има предност. |
| 2008—2015.     | За ломљење свих изједначених резултата.                                   | у случају нерешеног резултата, виши пласман има земља која је добила поене од више земаља. У случају да су и ови бројеви једнаки, виши пласман има земља која је освојила више максималних оцена („12 поена”); уколико је резултат и даље нерешен, пореди се број оцена од по 10 поена, затим број оцена од по 8 поена, и тако даље. У случају да се сви ови бројеви поклопе, земља која је прва наступила има предност. |
| 2016. до данас | За ломљење свих изједначених резултата.                                   | Према данас важећем правилу, у случају нерешеног резултата за било које место, виши пласман има земља која је добила више поена од стране телегласања. Ако постоји нерешен резултат у телегласању, предност има држава која је добила поене од више земаља (у телегласању). У случају да су и ови бројеви једнаки, виши пласман има земља која је освојила више максималних оцена („12 поена”) у телегласању; уколико је резултат и даље нерешен, пореди се број оцена од по 10 поена (у телегласању), затим број оцена од по 8 поена, и тако даље. У фантастично невероватном случају да се сви ови бројеви поклопе, земља која је прва наступила има предност. |

## Валидација и посматрање
Утврђено је неколико корака како би се осигурало да се добије валидан резултат гласања и да се поштује транспарентност гласања и резултата.
Професионални жири сваке земље, као и појединачни чланови жирија, морају испунити постављене критеријуме да би били подобни, у погледу професионалног искуства и различитости по полу и узрасту. Постављене критеријуме према којима треба оцењивати такмичарске радове објављује ЕБУ, а сви чланови жирија се писмено обавезују да ће користити ове критеријуме приликом рангирања радова, као и да нису повезани ни са једним од такмичара у на било који начин који би могао утицати на њихову одлуку. Поред тога, чланови жирија могу бити у жирију само једном у три године. Сваки члан жирија гласа независно од осталих чланова жирија и није дозвољена никаква дискусија или разматрање гласања између чланова.
Од 2004. године, телегласање у свакој земљи надгледа званични партнер за гласање, немачко предузеће Digame. Ова компанија прикупља све гласове на телевизији и, од 2009. године, гласове жирија у свим земљама, које затим обрађује Паневропска платформа за одговор компаније, базирана из њиховог центра за контролу гласања у Келну, Немачка. Овај систем обезбеђује да се сви гласови преброје у складу са правилима и да се открију и отклоне сви покушаји неправедног утицаја на гласање. Цео процес гласања надгледају независни посматрачи из екстерне ревизорске компаније.

## Емитовање
Од емитера из конкурентских земаља се тражи да уживо емитују полуфинале у којем се такмиче, или, у случају аутоматских финалиста, полуфинале у којем морају да гласају, и финале, у целини, укључујући све такмичаре песме, резиме гласања који садржи кратке исечке наступа, поступак гласања или полуфиналне квалификације, и у финалу репризу победничке песме. Од 1999. године, емитери који су то желели добили су прилику да обезбеде оглашавање током кратких, небитних пауза у програму емисије.
У више наврата емитери који су учествовали били су приморани да одложе или одложе емитовање једне или више емисија уживо због олакшавајућих околности: 2000. године, такмичење је прекинуто у Низоземској да би обезбедили хитно извештавање о катастрофи приликом ватромета у Еншедеу, што је значило телегласање није могло да се одржи и резервни жири земље је коришћен да обезбеди бодове земље; и 2012. године, Албанија је емитовање првог полуфинала, у којем су се такмичила, одложила да би обезбедила извештавање о саобраћајној несрећи у Албанији у којој је погинуло 11 људи. У оба ова случаја нису изречене никакве санкције против емитера због ванредне природе инцидената, међутим 2009. године, када је Шпанија одложила пренос другог полуфинала како би обезбедила континуирано праћење тениског турнира Мадрид Опен, ЕБУ је саопштио да санкције би биле уведене против шпанског емитера РТВЕ.
Такмичење је први пут произведено у боји 1968. године, а емитује се на широком екрану од 2005. године, а у високој резолуцији од 2007. Снимање такмичења у формату ултра високе дефиниције је тестирано први пут 2022. године

### Статус архиве
ЕБУ је током 2011. године покренуо пројекат архивирања, са циљем да упореди снимке из свих издања такмичења и сродне материјале из његове историје уочи 60. издања такмичења 2015. У сарадњи са емитерима чланицама, ЕБУ сада држи сва издања такмичења осим издања из 1956. и 1964. за која се верује да нема видео снимака.
Прво такмичење 1956. било је првенствено радио емисија, међутим камере су биле присутне да емитују емисију за неколико Европљана који су имали телевизор; сви видео снимци који су можда снимљени су од тада изгубљени током времена, међутим аудио са такмичења је сачуван као и кратке филмска вести. Опречни извештаји о судбини било ког видео снимка 1964. године су порицани: једна тврдња је да је снимак такмичења уништен у пожару у студијима данске телевизије ДР 1970-их, без снимка из други емитери за које се зна да постоје; друге тврдње укључују да је снимак такмичења изгубљен када је трака обрисана од стране менаџмента ДР за коришћење у снимању новог програма, или да ДР уопште није снимио емисију због недостатка доступних касетофона. Као и у случају такмичења из 1956. године, сачувани су аудио снимци такмичења из 1964. и неки снимци уводне секвенце и победничке репризе.
Ауторска права за свако појединачно такмичење од 1956. до 2003. су у власништву одговарајућег емитера организатора за такмичење те године; Ауторска права за такмичења која се одржавају од 2004. надаље држи ЕБУ.